# Orinisobates soror
Orinisobates soror is een miljoenpotensoort uit de familie van de Nemasomatidae. De wetenschappelijke naam van de soort is voor het eerst geldig gepubliceerd in 1985 door Enghoff.